# Dolní Šebířov
Dolní Šebířov je malá vesnice, část obce Lovečkovice v okrese Litoměřice. Nachází se asi 1,5 kilometru severně od Lovečkovic. Dolní Šebířov je také název katastrálního území o rozloze 1,84 km².

## Historie
Nejstarší písemná zmínka pochází z roku 1552. Ve vesnici je také kaple, která spadá pod Římskokatolickou farnost Touchořiny, po zboření kostela svatého Prokopa v Touchořinách v roce 1978, se zde nyní občas konají bohoslužby.

## Obyvatelstvo
Při sčítání lidu v roce 1921 zde žilo 119 obyvatel (z toho 59 mužů), z nichž bylo pět Čechoslováků a 114 Němců. Kromě jednoho evangelíka byli římskými katolíky. Podle sčítání lidu z roku 1930 měla vesnice 107 obyvatel německé národnosti a římskokatolického vyznání.
| | 1869 | 1880 | 1890 | 1900 | 1910 | 1921 | 1930 | 1950 | 1961 | 1970 | 1980 | 1991 | 2001 | 2011 |
| --- | ---- | ---- | ---- | ---- | ---- | ---- | ---- | ---- | ---- | ---- | ---- | ---- | ---- | ---- |
| Obyvatelé | 182  | 164  | 183  | 171  | 164  | 166  | 154  | 83   | 47   | 28   | 20   | 14   | 12   | 22   |
| Domy | 32   | 33   | 34   | 34   | 34   | 34   | 34   | 32   | .    | 8    | 7    | 7    | 7    | 8    |
| Tabulka zahrnuje údaje zaniklé osady Horní Šebířov a počet domů z roku 1961 je zahrnut v domech místní části Touchořiny. |      |      |      |      |      |      |      |      |      |      |      |      |      |      |

## Další fotografie

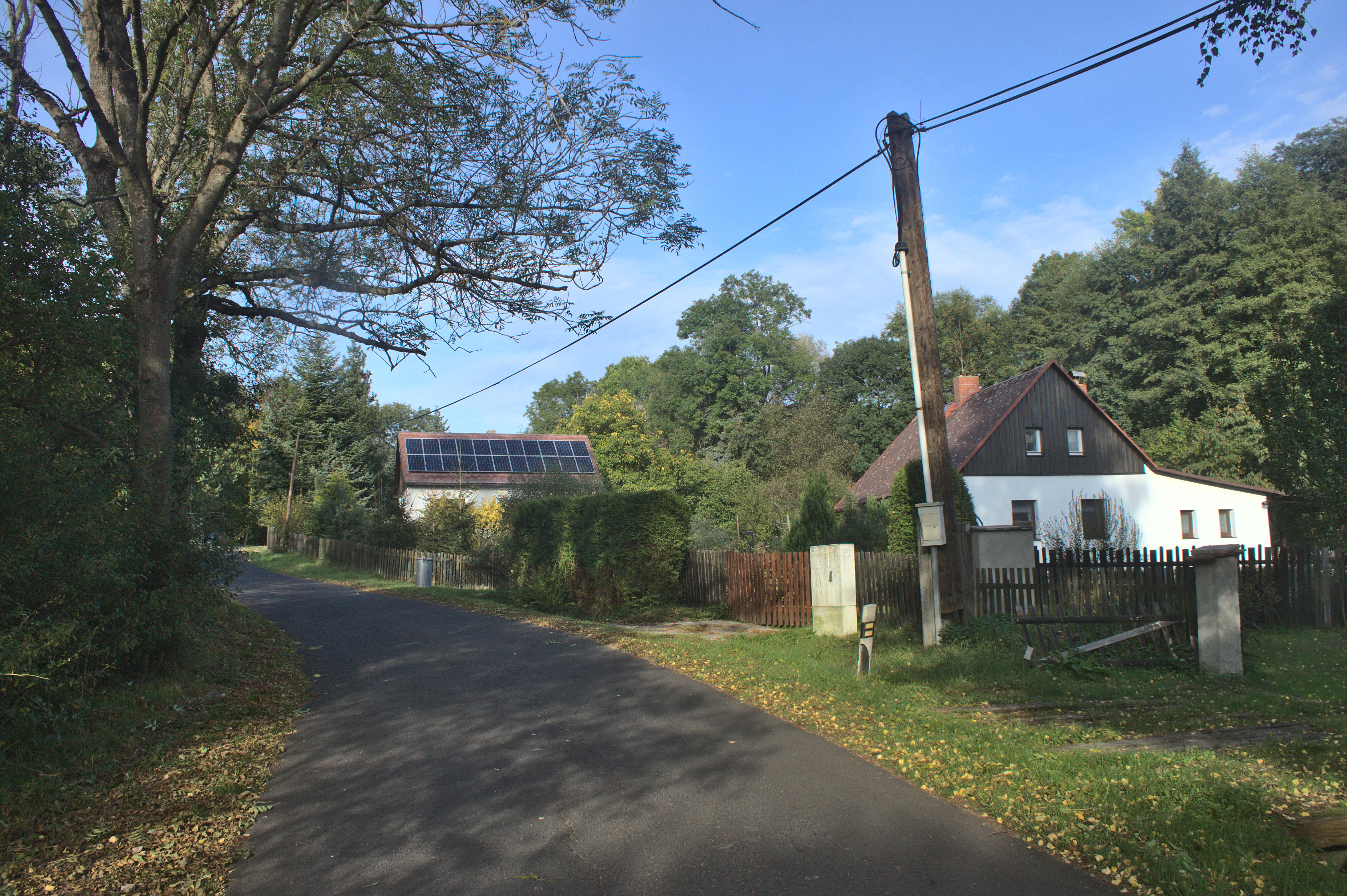
Horní část vesnice
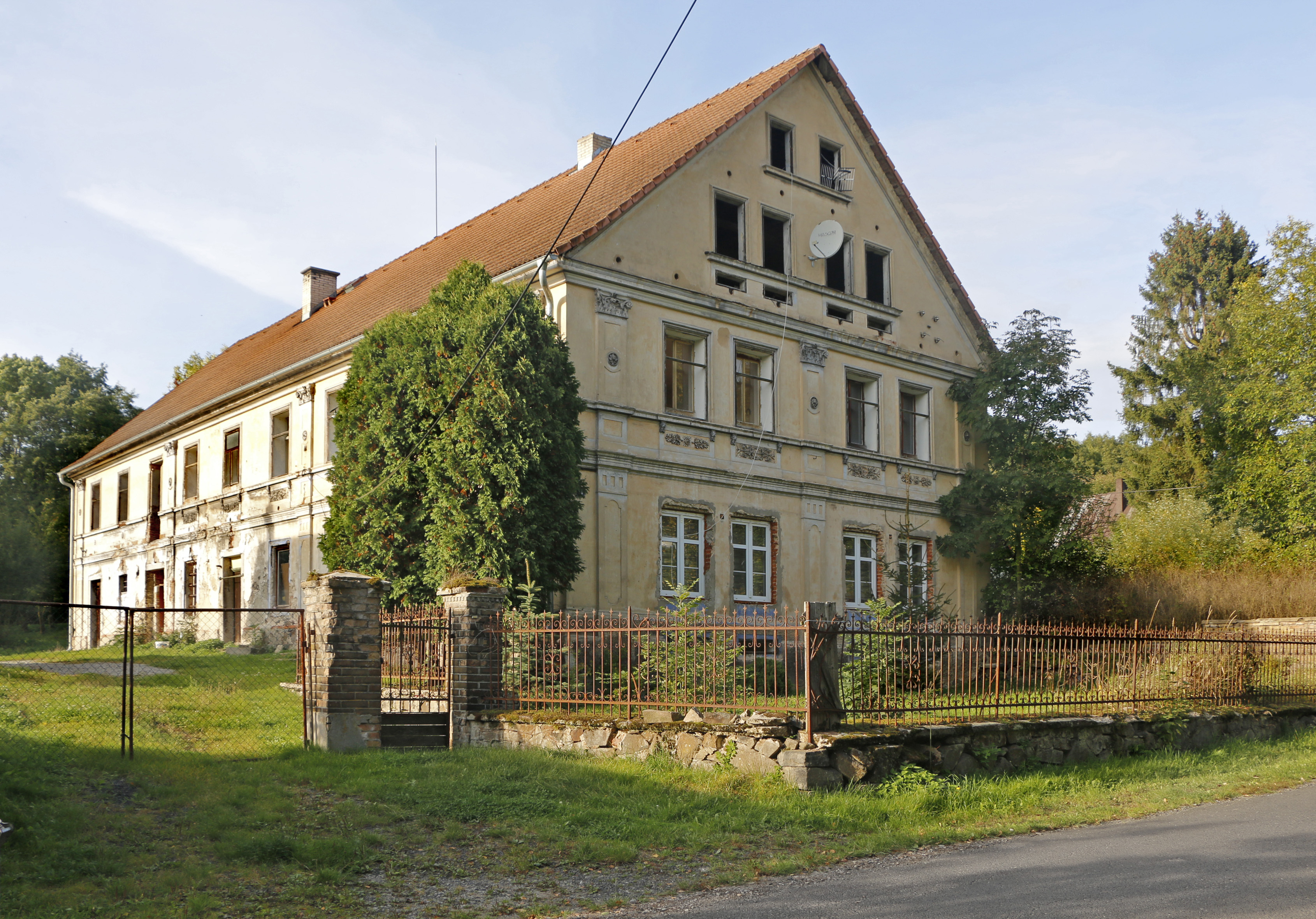
Dům čp. 18
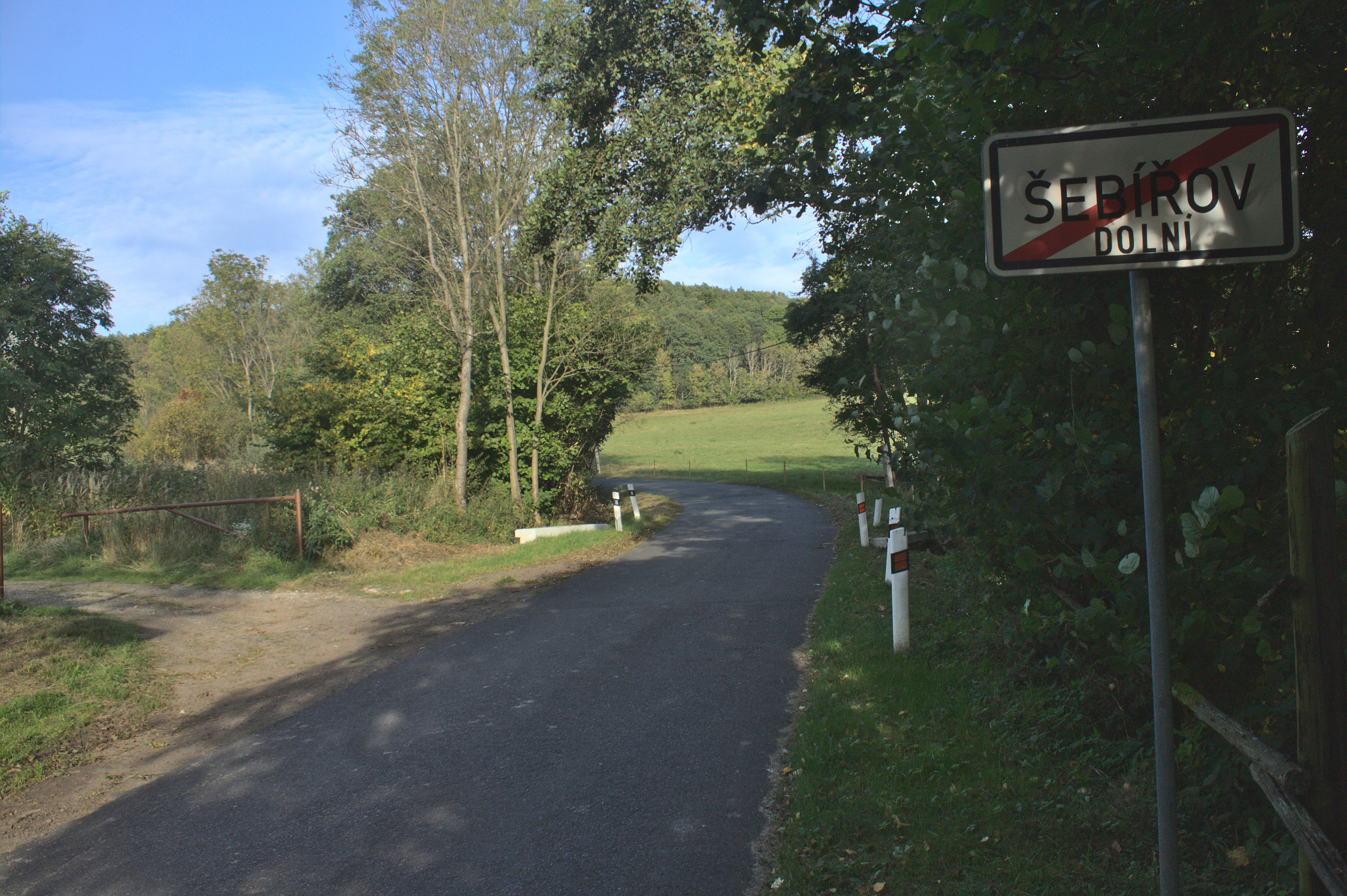
Opravená cedule